# 小林躋造
小林 躋造（こばやし せいぞう、1877年〈明治10年〉10月1日 - 1962年〈昭和37年〉7月4日）は、日本の海軍軍人、政治家。最終階級は海軍大将。
広島県広島市出身。福山誠之館中学、修道学校（現：修道中学校・高等学校）、旧制私立海軍予備校を経て海軍兵学校第26期入校。入校時成績順位62名中第4位、卒業時成績順位59名中第3位。海軍次官、連合艦隊司令長官、台湾総督、翼賛政治会総裁、小磯内閣の国務大臣などを歴任した。
一部の書籍で同郷の加藤友三郎元帥・内閣総理大臣の甥と記載されているが、加藤の兄弟姉妹に小林の縁故者はおらず、加藤との姻戚関係はないことが強く推定される。弟は早川幹夫中将、義弟（妹の夫）は新見政一中将。「躋造」を一文字いじった「臍造（へそぞう）」の愛称で呼ばれる。

## 来歴
広島市台屋町（現：南区京橋町）生まれ。旧：安芸広島藩浅野家家臣・早川亀太郎の三男。10歳の時に母方の小林晴之助の養嗣子となり、少年期は尾道で育つ。海軍兵学校同期に次席卒業の野村吉三郎がいる。昭和初期に中将に進級した頃は、両者とも将来の海軍大臣候補と呼ばれ、将来を嘱望される身となる。
「富士」、「初瀬」、「金剛」乗組員として実地を体験し、「浪速」砲術長となる。従来の慣例では大尉に進級しなければ就任できない砲術長の地位に中尉の身分で就いたことからも、小林に対する期待が窺える。日露戦争中は、「浪速」砲術長、第二艦隊参謀、第三艦隊参謀となり、以後、1年間の間に、第四艦隊・南清艦隊参謀を歴任した。
海軍大学校甲種第6期を首席で卒業。
その前後に、「厳島」、「石見」砲術長を歴任している。さらに、軍務局・教育本部の部員を兼任し、海軍省に勤務し山本権兵衛海軍大臣先任秘書官を務め、海軍省に於ける地位を固めた。
1911年（明治44年）7月にイギリス、次いで1913年（大正2年）にアメリカへ派遣される。小林は、教育本部・艦政本部の部員を歴任し軍政官の道を進む。通常では大佐職が就くべき「平戸」艦長に異例の措置で中佐で着任し、小林にとって唯一の艦長経験となる。2年後に海軍省先任副官となり、2年半後にイギリス大使館附武官として派遣されイギリス在勤は2年にも及んだ。
この滞在中、小林は英国の軍事航空権威として知られていたウィリアム・センピルの知遇を得る。海軍航空の飛躍的向上を図るためセンピルを日本に招待した上で海軍航空隊の教育を依頼したが、センピルからは快い返答はなく、小林は任期を満了するまでセンピルと交渉を進めた結果、帰国した小林を追うようにセンピルは来日し、霞ヶ浦海軍航空隊で2年に渡り航空隊を教育した。これがいわゆる「センピル教育団」で、この時に持ち込まれたイギリス製航空機をモデルに海軍航空機の設計が行われることになり、従来のフランス式航空を払拭した。
帰国後は第3戦隊司令官を経て、財部彪・村上格一海軍大臣の下で軍務局長を務めた。この時に小林は軍縮条約遵守の思想に傾き、のちに、対英米協調条約派の重要人物と見なされるようになる。1926年（大正15年）に中将へ進級。
1927年（昭和2年）に開かれたジュネーブ海軍軍縮会議において、斎藤実全権を補佐する首席随員として出席する。会議は米英の思惑がかみ合わず流産となり、日本に旨みが少ないものだったが、日本代表の中でも条約締結を目論む小林ら条約派と会議決裂を目指す原敢二郎次席随員ら艦隊派の間で不協和音が聞かれた。出発前の打ち合わせでも、小林が軍令部の信念のなさを詰問し、原が開き直る局面も見られたが、小林は対立を残したまま出発する羽目になった。見るに見かねた佐藤市郎中佐（岸信介・佐藤栄作の長兄）が小林に内緒で「いい加減にしないと船から海に叩き落しますよ。このことは随員皆で申し合わせ済みです」と原を脅しなだめて収拾する始末だった。
条約会議が決裂して帰国すると、練習艦隊司令官として少尉候補生の遠洋航海に従事。1929年（昭和4年）2月に艦政本部長となったとき、またも条約派と艦隊派の対立に巻き込まれる。ロンドン軍縮条約が調印され、補助艦にも保有制限枠が設定された。ワシントン軍縮条約の期間満了とともに建造が始まる予定だった新戦艦の計画も破棄された。最新・最強の艦船を計画・建造する使命を帯びた艦政本部の立場からすれば、条約には反対しなければならないが、小林は自らの信念に基づき明確に条約反対を叫ばず、逆に、水面下で条約を推進したのではないかと艦隊派から勘繰られた。
統帥権干犯問題に関わった山梨勝之進海軍次官が更迭されたため、小林が後任の次官となって財部大臣を補佐することになったが、財部は10月に自ら身を引いた。小林は引き続き条約派の安保清種大臣を補佐した。小林は次官を1年半務めたが、この間にも艦隊派の勢いが強くなっていき苦闘した。小林が次官を降りた直後に中立派で上司の押しに弱い大角岑生が大臣に就任し、なし崩し的に条約派潰しが始まることになる。
1931年（昭和6年）12月1日に連合艦隊司令長官に親補され、小林は久々に現場へ出たが、海上経験がほとんどない小林にとって頼りになるのは、同時に、第二艦隊司令長官に着任した末次信正中将の豊富な経験だった。条約派の小林と艦隊派の末次でうまくいくのかと、内外からも不安視されたが、1年半の任期を無事に過ごすことができたようで、両者の証言でも互いを批判する言動は一切出てこない。ただし、やはり艦隊を統率するには小林の経験不足は致命的で、徹底的に漸減邀撃作戦を研究した中村良三中将を相手に図上演習を仕掛けたものの、中村に散々翻弄されて惨敗する。連合艦隊司令長官在任中に野村と同時に大将へ進級したが、任期が切れた11月15日軍事参議官となり現場から離れる。
二・二六事件後、小林の命運が大きく変わった。陸軍はこのクーデターで多数の将官を免職させたが、陸海軍のバランスを取るために、海軍からも3名の大将を予備役に編入することになった。犠牲になったのは山本英輔・中村良三・小林である。陸軍皇道派を積極的に支持していた山本と、第四艦隊事件の責任を取って艦政本部長を降りた中村には各々に思い当たる節があったが、次官就任以後は全く落ち度がない小林の更迭は意外なものとして受け入れられた。そこで、条約派最後の大物として小林は粛清されたのだとする噂が広がった。小林の更迭をもって、ワシントン・ロンドン両軍縮条約に直接関わった将官の更迭が完了し、軍縮条約ではなく親米路線で共闘した米内光政以後の非戦派が海軍の異端派として頭角を現す転機となった。
1936年（昭和11年）3月30日に海軍を追われ予備役に編入されるが、半年後に台湾総督に親補される。台湾総督は昭和に入り全て文官が就任しており、小林の就任は異例中の異例とみなされた。未だ海軍の南進策は構想段階で、台湾の軍事強化策すら定まっていない状況での就任である。小林は4年半の任期中に南進基地化と台湾の「皇民化」政策を推進した。南進策が固まり現役将官が総督となるのは、後任の長谷川清からである。
総督就任4年目の1940年（昭和15年）11月、紀元二千六百年記念式典出席の折、近衛首相および秋田拓相に辞意を申し入れ、同月27日に辞職した。
1941年 (昭和16年)日米戦争の可能性が高まる中、小林は海軍省書記官・榎本重治の依頼を受け、岡田啓介、財部彪、米内光政ら予備役大将連と相談し、好戦的と見られていた軍令部総長・永野修身の更迭を図り、山本五十六を海軍中央に呼び戻そうと行動した。しかし避戦に向けたこの人事案は実現することはなかった。
戦時中は、真崎甚三郎、吉田茂らに近い存在とみられ、東條総理のグループから敵視され、憲兵が徘徊する中で小林の総理候補が考慮されたこともあった。それでも大政翼賛会中央協力会議議長に就くなど、一定の存在感を示した。東條内閣退陣後の1944年（昭和19年）8月、貴族院勅選議員に勅任され、翼賛政治会総裁に就任。12月には小磯内閣の国務大臣に就任し、困難な時代の政局を担当した。だが、翼賛政治会内部で内紛が発生し、小林は自らの手で事態を打開するために1945年（昭和20年）3月1日に国務大臣を辞任して事態の収拾に専念するが、失敗。この責任を取って3月30日に翼賛政治会を解散して、南次郎を総裁とする大日本政治会に後を譲った。
終戦後の1945年（昭和20年）12月2日、連合国軍最高司令官総司令部は日本政府に対し小林を逮捕するよう命令（第三次逮捕者59名中の一人）。戦犯容疑で勾留されるが、不起訴処分となって釈放された。
1947年（昭和22年）、貴族院廃止の3ヶ月前に辞職し、公職追放となり（1952年（昭和27年）追放解除）、小林は表舞台から完全に去った。
1962年（昭和37年）7月4日死去。享年86。墓所は多磨霊園(10-1-3)

## 年譜
- 1877年（明治10年）10月1日 - 広島県広島市台屋町（現：南区京橋町）生
- 1896年（明治29年）
  - 2月5日 - 海軍兵学校入校 入校時成績順位62名中第4位
  - 12月11日 - 優等学術章受章
- 1896年（明治29年）12月18日 - 優等学術章受章
- 1898年（明治31年）
  - 12月13日 - 海軍兵学校卒業 卒業時成績順位59名中第3位・任 海軍少尉候補生・砲艦「比叡」乗組
  - 12月14日 - 練習艦遠洋航海出発エキスモルト（英語版） 〜 シアトル 〜 タコマ 〜 メア・アイランド（英語版） 〜 サンフランシスコ 〜 サンチャゴ 〜 ハワイ方面巡航
- 1899年（明治32年）
  - 8月28日 - 帰着
  - 9月2日 - 戦艦「富士」乗組
- 1900年（明治33年）
  - 1月12日 - 任 海軍少尉
  - 8月1日 - 戦艦「初瀬」回航委員
- 1901年（明治34年）
  - 2月22日 - イギリス出発
  - 4月15日 - 帰朝
  - 5月4日 - 横須賀鎮守府附軍法会議判事
  - 8月6日 - 免 鎮守府附軍法会議判事
  - 8月30日 - 砲艦「金剛」乗組
  - 9月5日 - 呉鎮守府附軍法会議判事
  - 10月1日 - 任 海軍中尉
  - 10月8日 - 免 鎮守府附軍法会議判事
- 1902年（明治35年）
  - 5月20日 - 艦隊附軍法会議判事
  - 9月10日 - 横須賀水雷団水雷敷設隊分隊長心得
  - 9月16日 - 横須賀鎮守府附軍法会議判事
  - 12月6日 - 二等巡洋艦「浪速」砲術長心得兼分隊長心得
  - 12月11日 - 免 鎮守府附軍法会議判事
- 1903年（明治36年）9月26日 - 任 海軍大尉・二等巡洋艦「浪速」砲術長兼分隊長
- 1905年（明治38年）
  - 1月27日 - 第三艦隊司令部参謀
  - 6月14日 - 第四艦隊司令部参謀
  - 12月20日 - 南清艦隊司令部参謀
- 1906年（明治39年）
  - 1月25日 - 二等巡洋艦「厳島」砲術長
  - 4月1日 - 功五級金鵄勲章受章
  - 8月30日 - 佐世保鎮守府司令部参謀兼司令長官副官
- 1907年（明治40年）4月5日 - 海軍大学校甲種第5期入校
- 1908年（明治41年）9月25日 - 任 海軍少佐
- 1909年（明治42年）
  - 5月25日 - 海軍大学校甲種卒業 卒業成績順位12名中首席
  - 5月27日 - 戦艦「石見」砲術長
  - 12月1日 - 海軍省軍務局附無線電信調査委員
  - 12月13日 - 兼 教育本部課員
- 1910年（明治43年）3月1日 - 海軍省先任副官兼海軍大臣秘書官兼軍事参議官副官
- 1911年（明治44年）7月15日 - 在イギリス大使館附海軍駐在武官府補佐官
- 1913年（大正2年）
  - 1月27日 - 在アメリカ大使館附海軍駐在武官補佐官
  - 9月6日 - 帰朝
  - 12月1日- 任 海軍中佐・装甲巡洋艦「磐手」副長
- 1914年（大正3年）
  - 11月8日 - 海軍省教育本部出仕
  - 11月11日 - 兼 海軍大学校教官
- 1915年（大正4年）
  - 9月8日 - 海軍省艦政本部出仕
  - 10月1日 - 海軍省技術本部副官兼臨時建築部員
- 1916年（大正5年）12月1日 - 二等巡洋艦「平戸」艦長心得
- 1917年（大正6年）
  - 4月1日 - 任 海軍大佐・二等巡洋艦「平戸」艦長
  - 12月1日 - 海軍省先任副官
- 1920年（大正9年）4月1日 - 在イギリス大使館附海軍駐在武官兼造船造兵監督長
- 1922年（大正11年）
  - 6月1日 - 任 海軍少将
  - 6月10日 - 帰朝
  - 12月1日- 第三戦隊司令官
- 1923年（大正12年）12月1日- 海軍省軍務局長兼将官会議議員
- 1924年（大正13年）2月1日 - 兼 臨時航空会議議長
- 1926年（大正15年）12月1日 - 任 海軍中将
- 1927年（昭和2年）
  - 3月25日 - 海軍省出仕
  - 4月15日 - ジュネーヴ海軍軍縮会議全権随員
  - 9月28日 - 帰朝
- 1928年（昭和3年）
  - 1月15日 - 練習艦隊司令官
  - 4月23日 - 練習艦隊遠洋航海出発 上海 〜 基隆 〜 馬公 〜 マニラ 〜 シンガポール 〜 バタヴィア 〜 フリーマントル 〜 アデレード 〜 メルボルン 〜 ホバート 〜 シドニー 〜 ウェリントン 〜 オークランド 〜 スバ 〜 ホノルル 〜 ヤルート 〜 トラック 〜 パラオ方面巡航
  - 10月3日 - 帰着
- 1929年（昭和4年）2月1日 - 海軍省艦政本部長兼将官会議議員
- 1930年（昭和5年）6月10日 - 海軍次官
- 1931年（昭和6年）12月1日 - 聯合艦隊兼第一艦隊司令長官
- 1932年（昭和7年）3月14日 - 勲一等瑞宝章受章
- 1933年（昭和8年）
  - 3月1日 - 任 海軍大将
  - 5月20日 - 免 聯合艦隊司令長官兼第一艦隊司令長官
  - 11月15日 - 軍事参議官
- 1934年（昭和9年）4月29日 - 勲一等旭日大綬章受章
- 1936年（昭和11年）
  - 3月28日 - 待命
  - 3月30日 - 予備役編入
  - 9月2日 - 台湾総督
- 1940年（昭和15年）11月27日 - 免 台湾総督
- 1942年（昭和17年）2月21日 - 大東亜建設審議会委員
- 1944年（昭和19年）
  - 8月 - 翼賛政治会総裁
  - 8月26日 - 貴族院勅選議員に勅任[8]
  - 12月19日 - 小磯内閣国務大臣
- 1945年（昭和20年）
  - 3月1日 - 免 国務大臣
  - 12月2日 - 戦争犯罪容疑で身柄拘束
  - 12月12日 - 身柄釈放
- 1946年（昭和21年）2月22日 - 貴族院議員辞任[9]
- 1947年（昭和22年）11月28日 - 公職追放
- 1952年（昭和27年）3月 - 追放解除
- 1962年（昭和37年）
  - 7月4日 - 東京都世田谷区の自宅で死去、満84歳
  - 墓所は東京都府中市多磨墓地

## 栄典
位階
- 1900年（明治33年）2月20日 - 正八位[10]
- 1901年（明治34年）12月17日 - 従七位[11]
- 1903年（明治36年）12月19日 - 正七位[12]
- 1908年（明治41年）12月11日 - 従六位[13]
- 1914年（大正3年）1月30日 - 正六位[14]
- 1917年（大正6年）4月20日 - 従五位[15]
- 1922年（大正11年）5月10日 - 正五位[16]
- 1926年（昭和元年）12月28日 - 従四位[17]
- 1931年（昭和6年）12月15日 - 正四位[18]
- 1934年（昭和9年）1月15日 - 従三位[19]
- 1936年（昭和11年）4月18日 - 正三位[20]
- 1944年（昭和19年）12月28日 - 従二位[21]

勲章等
| 受章年                    | 略綬 | 勲章名                 | 備考 |
| ------------------------- | ---- | ---------------------- | ---- |
| 1906年（明治39年）4月1日  |      | 功五級金鵄勲章         |      |
| 1906年（明治39年）4月1日  |      | 勲五等双光旭日章       |      |
| 1906年（明治39年）4月1日  |      | 明治三十七八年従軍記章 |      |
| 1915年（大正4年）11月7日  |      | 勲三等旭日中綬章       |      |
| 1915年（大正4年）11月7日  |      | 大正三四年従軍記章     |      |
| 1920年（大正9年）11月1日  |      | 戦捷記章               |      |
| 1925年（大正14年）3月27日 |      | 勲二等瑞宝章           |      |
| 1931年（昭和6年）10月31日 |      | 金杯一個               |      |
| 1932年（昭和7年）3月14日  |      | 勲一等瑞宝章           |      |
| 1934年（昭和9年）4月29日  |      | 旭日大綬章             |      |

外国勲章佩用允許
| 受章年                    | 国籍             | 略綬 | 勲章名                         | 備考 |
| ------------------------- | ---------------- | ---- | ------------------------------ | ---- |
| 1919年（大正8年）6月4日   | イギリス帝国     |      | バス第三等勲章                 |      |
| 1919年（大正8年）8月20日  | チリ共和国       |      | 有功第二等記章                 |      |
| 1920年（大正9年）3月27日  | 支那共和国       |      | 三等文虎勲章                   |      |
| 1921年（大正10年）3月11日 | イタリア王国     |      | サンモーリスエラザル第三等勲章 |      |
| 1921年（大正10年）3月11日 | アメリカ合衆国   |      | 海軍十字章                     |      |
| 1921年（大正10年）5月4日  | スウェーデン王国 |      | レペー勲章コマンドール         |      |
| 1925年（大正14年）7月11日 | イギリス帝国     |      | ヴィクトリア勲章コンマンダー   |      |
| 1925年（大正14年）7月11日 | フランス共和国   |      | レジオンドヌール勲章オフィシエ |      |
| 1925年（大正14年）7月11日 | アメリカ合衆国   |      | 海軍十字章                     |      |

## 著作
- 『海軍大将小林躋造覚書』伊藤隆 共著・野村実 編、山川出版社、1981年、ISBN 978-4-634-26050-4